# Dirtee Cash
Dirtee Cash è un brano musicale del rapper britannico Dizzee Rascal, pubblicato come quarto singolo estratto dall'album Tongue n' Cheek. Il brano, scritto da Stevie Vincent, Mick Walsh, Dylan Mills e Cage è stato pubblicato il 21 settembre 2009 dalla Dirtee Skank Records.

## Tracce
Digital download
1. Dirtee Cash (Radio Edit) – 3:16
2. Dirtee Cash (Extended Mix) – 4:21
3. Dirtee Cash (BBC Radio One Live Lounge Edit) – 3:39
4. Dirtee Cash (Sub Focus Mix) – 4:05
5. Dirtee Cash (Phonat Mix) – 3:06
6. Dirtee Cash (Music Video) – 3:47

CD single
1. Dirtee Cash (Radio Edit) – 3:18
2. Dirtee Cash (Extended Mix) – 4:22
3. Dirtee Cash (BBC Radio One Live Lounge Edit) – 3:42
4. Dirtee Cash (Sub Focus Mix) – 4:07

12" vinyl
1. Dirtee Cash (Radio Edit) – 3:18
2. Dirtee Cash (Sub Focus Mix) – 4:07

## Classifiche
| Classifica (2010) | Posizione più alta |
| ----------------- | ------------------ |
| Australia         | 3                  |
| Belgio            | 8                  |
| Regno Unito       | 10                 |